# Henry Caicedo
Henry Caicedo (* 18. Juli 1951 in Cali; † 18. Januar 2023 ebenda) war ein kolumbianischer Fußballspieler.

## Leben
Henry Caicedo wurde 1970 von Scouts von Deportivo Cali entdeckt. Mit dem Klub wurde er zweimal Kolumbianischer Meister (1970 und 1974) und erreichte das Finale der Copa Libertadores 1978, wo das Team den Boca Juniors unterlag. Insgesamt kam er für Deportivo Cali in 288 Spielen (Liga und Copa Libertadores) zum Einsatz. Später war er auf Vereinsebene noch für Independiente Medellín, die Estudiantes de La Plata, Once Caldas, Cúcuta Deportivo und Deportes Quindío aktiv.
Für die kolumbianischen Nationalmannschaft absolvierte er 11 Länderspiele. Zudem gehörte Caicedo zum Olympiakader bei den Sommerspielen 1972 in München und gewann zwei Jahre zuvor Bronze bei den Zentralamerika- und Karibikspielen in Panama.
Nachdem Caicedo im Oktober 2021 einen Schlaganfall erlitten hatte, war er in seiner Beweglichkeit sehr eingeschränkt und musste sich einer Therapie unterziehen. Er starb an den Folgen des Schlaganfalls am 18. Januar 2023 in Cali.